# Miguel Lifschitz
Roberto Miguel Lifschitz (Rosario, 13 de septiembre de 1955-Ibidem, 9 de mayo de 2021) fue un ingeniero civil y político argentino perteneciente al Partido Socialista, que se desempeñó como gobernador de la provincia de Santa Fe durante el período 2015-2019. Anteriormente, fue intendente de la Ciudad de Rosario durante dos mandatos consecutivos, 2003-2007 y 2007-2011, y senador provincial de Santa Fe por el Departamento Rosario durante el período 2011-2015; y también fue el presidente de la Cámara de Diputados de la Provincia de Santa Fe desde el 11 de diciembre de 2019 hasta su muerte, el 9 de mayo de 2021.

## Formación académica
Roberto Miguel Lifschitz nació en Rosario el 13 de septiembre de 1955. Era descendiente de inmigrantes judíos por vía paterna. 
Cursó sus estudios secundarios en el Instituto Politécnico Superior de la Universidad Nacional de Rosario. Fue alumno de la Facultad de Ciencias Exactas, Ingeniería y Agrimensura de la Universidad Nacional de Rosario donde se formó como ingeniero civil. En 1979 egresó para desempeñarse en el ámbito privado hasta 1989.

## Inicios en la política
Mientras cursaba sus estudios universitarios, en 1973, decide interiorizarse en la política debido al golpe de Estado que tuvo lugar en Chile y la muerte del entonces presidente Salvador Allende. Comenzó participando de manifestaciones en Rosario y relacionándose con los militantes del Movimiento Nacional Reformista, para luego sumarse a dicha organización y también al Partido Socialista Popular.
En 1989 se convirtió en Director General del Servicio Público de la Vivienda tras la primera victoria electoral del Partido Socialista Popular en Rosario, que convirtió a Héctor Cavallero en intendente de la ciudad.
Más adelante, durante la gestión de Hermes Binner, se desempeñó en distintas reparticiones públicas: fue Secretario General, Secretario de Servicios Públicos y Coordinador General de Gabinete de la Municipalidad de Rosario.

## Intendente de Rosario (2003-2011)
En 2003 fue candidato a intendente de Rosario, resultando elegido para el período 2003-2007.
El 1° de julio de 2007 obtuvo la mayoría de los votos dentro de su partido (Frente Progresista Cívico y Social) en las elecciones internas, abiertas y obligatorias, superando al candidato de Afirmación para una República Igualitaria, Carlos Comi.
En las elecciones generales del 2 de septiembre de ese año logró una victoria histórica para el socialismo en Rosario, venciendo al candidato del Frente para la Victoria (PJ), el exintendente Héctor Cavallero, por casi el 30 %: Lifschitz alcanzó el 57,10% de los votos, mientras que su oponente obtuvo el 30,60%. Esta amplia diferencia lograda en Rosario fue muy importante para que Hermes Binner lograra llegar a la gobernación de Santa Fe.
A lo largo de todos esos años mantuvo un firme compromiso con el desarrollo del Partido Socialista, asumiendo cargos de responsabilidad en la organización y en la conducción partidaria. Desde 2002 y hasta su muerte fue integrante de la Junta Provincial del Partido Socialista y de la Federación Santa Fe, siendo también secretario general de esta última desde 2008 e integrante del Comité Federal del partido socialista a nivel nacional.
Tras dos períodos como intendente, en las elecciones de 2011 Lifschitz fue elegido senador por el departamento Rosario con el 56,36% de los votos.

## Gobernador de Santa Fe (2015-2019)
En las elecciones del 14 de junio de 2015 fue elegido como nuevo gobernador de la Provincia de Santa Fe por el Frente Progresista Cívico y Social, cargo que asumió el 11 de diciembre del mismo año.
Durante su gobierno se llevó a cabo un ambicioso plan de obras públicas. Además de sumar nuevos centros de atención primaria de la salud en las localidades donde se requirieran, se terminaron cinco obras fundamentales del plan de salud lanzado durante el mandato de Hermes Binner (2007-2011): dos hospitales de alta complejidad, como el Regional de Venado Tuerto (en 2017), el Regional de Reconquista y el nuevo Iturraspe en la ciudad de Santa Fe (en 2019), uno de mediana complejidad en Ceres y el Centro de Especialidades Médicas Ambulatorias (Cemafe) en la capital provincial.
De la misma manera, en materia de educación, su gobierno continuó con las políticas tendientes a garantizar condiciones de igualdad de oportunidades en el acceso, la permanencia, el aprendizaje y el egreso de todas las niñas y niños, jóvenes y adultos, la formación docente y una constante inversión en infraestructura edilicia y equipamiento.
A fin de innovar el enfoque de las políticas sociales en el territorio se lanzó el Plan Abre Familia, que  incorporó al Plan Abre lanzado en 2013 un abordaje centrado en el grupo familiar. Los objetivos específicos eran acompañar de forma manera personalizada a familias en situaciones críticas, facilitar el acceso a prestaciones básicas que garantizaran derechos fundamentales, fortalecer la referencia de cada una con la red de instituciones territoriales, y disminuir la violencia social en sus diferentes manifestaciones. Durante su gestión, Lifschitz impulsó el proyecto para implementar el “Programa de Intervención Integral de Barrios” (Plan Abre) en municipios de primera categoría (Santa Fe y Rosario) y de segunda (los municipios restantes) de la provincia de Santa Fe, que se convirtió en la Ley Nº13.896 en 2019. 
En el área de seguridad se lanzó un plan con siete ejes:
- Creación de una Junta Provincial de Seguridad
- Elaboración de estrategias en común con el gobierno nacional
- Gestiones para la creación de juzgados y fiscalías federales
- Rediseño del Ministerio de Seguridad y del trabajo policial
- Trabajo en conjunto con la Justicia Penal
- Integración social
- Elaboración de estrategias junto a gremios, trabajadores y empresarios

Durante su gestión implementó un Plan de Pavimentación y Reparación de Rutas que alcanzó a 3.900 km: 200 km de nuevas rutas que conectaron localidades que no tenían una vía asfaltada, la repavimentación de 1.500 km y puesta la en valor 2.200 km con reparaciones y bacheos. 
A través del Acuerdo Capital y el Acuerdo Rosario, consensuados con los gobiernos de las dos principales ciudades de la provincia, se planificó un conjunto inédito de obras que se concretaron a lo largo de la gestión.  
El Plan del Norte fue una propuesta de desarrollo y arraigo para el norte provincial que incluyó a los departamentos de 9 de Julio, Vera y General Obligado. Se formuló junto a autoridades locales e instituciones: mesas de intendentes, presidentes comunales y legisladores, foros de organizaciones de la sociedad civil y de organizaciones empresariales y productivas. 
Con el Plan A Toda Costa la provincia apuntó, en articulación con los actores locales, públicos y privados,  al desarrollo sustentable de los departamentos Garay y San Javier, dinamizando el sector turístico, potenciando el uso de los recursos naturales, mejorando la infraestructura de servicios públicos y revalorizando las capacidades, conocimientos e identidad locales. 
A través del Plan Equipar la provincia financió a los gobiernos locales para que puedan reemplazar maquinarias y sostener de manera eficiente la prestación de sus servicios públicos. El mismo alcanzó a más de 250 gobiernos locales, se entregaron 546 unidades de equipamiento, como retroexcavadoras, camiones cortos y largos, pick-ups, minibuses, acoplados, niveladoras, cajas volcadoras, compactadores para residuos, tanques regadores, etc. Además, se firmó un convenio con 247 municipios para el reemplazo de las luminarias de alumbrado público por luces LED.
Durante el mandato de Lifschitz, Santa Fe fue pionera en el reconocimiento de la figura del prosumidor –consumidor/productor de energía-, estableciendo una tarifa subsidiada para los usuarios que produjeran electricidad ya sea para autoconsumo como para inyectar los excedentes a la red de distribución de la Empresa Provincial de la Energía. A fines de 2019, esta iniciativa contaba con la adhesión de más de 500 prosumidores.
Con respecto al transporte urbano, en 2018 el gobierno provincial se hizo cargo de parte de los subsidios que el gobierno nacional discontinuó en medio de una política de ajuste fiscal. En agosto de ese año se inició una experiencia piloto con 400 colectivos funcionando con biodiésel en la ciudad de Rosario. Ante el éxito logrado, el gobierno decidió extenderla a la mayor parte de la flota de transporte urbano e interburbano a partir de diciembre de ese año. En octubre de ese año, Lifchitz firmó un acuerdo con el gobernador de Salta, Juan Manuel Urtubey, para transmitir la experiencia de Santa Fe en la implementación del uso de biodiésel en el transporte urbano de pasajeros.
En lo que respecta al transporte aéreo, se renovaron el Aeropuerto Metropolitano de Santa Fe y el Aeropuerto Internacional de Rosario, donde se inició la construcción de una nueva terminal aérea.

#### Gabinete de Gobierno
| Ministerios del Gobierno de Roberto Miguel Lifschitz      | Ministerios del Gobierno de Roberto Miguel Lifschitz | Ministerios del Gobierno de Roberto Miguel Lifschitz | Ministerios del Gobierno de Roberto Miguel Lifschitz | Ministerios del Gobierno de Roberto Miguel Lifschitz |
| Cartera                                                   | Titular                                              | Titular                                              | Titular                                              | Período                                              |
| --------------------------------------------------------- | ---------------------------------------------------- | ---------------------------------------------------- | ---------------------------------------------------- | ---------------------------------------------------- |
| Ministerio de Gobierno                                    |                                                      | Pablo Farías                                         | PS                                                   | 11 de diciembre de 2015 - 11 de diciembre de 2019    |
| Ministerio de Economía                                    |                                                      | Gonzalo Saglione                                     | PS                                                   | 11 de diciembre de 2015 - 11 de diciembre de 2019    |
| Ministerio de Educación                                   |                                                      | Claudia Balagué                                      | PS                                                   | 11 de diciembre de 2015 - 11 de diciembre de 2019    |
| Ministerio de Justicia y Derechos Humanos                 |                                                      | Ricardo Silberstein                                  | PS                                                   | 11 de diciembre de 2015 - 11 de diciembre de 2019    |
| Ministerio de Seguridad                                   |                                                      | Maximiliano Pullaro                                  | UCR                                                  | 11 de diciembre de 2015 - 11 de diciembre de 2019    |
| Ministerio de Infraestructura y Transporte                |                                                      | José León Garibay                                    | PS                                                   | 11 de diciembre de 2015 - 11 de diciembre de 2019    |
| Ministerio de Obras Públicas y Vivienda                   |                                                      | Julio Schneider                                      | UCR                                                  | 11 de diciembre de 2015 - 5 de diciembre de 2017     |
| Ministerio de Obras Públicas y Vivienda                   |                                                      | Pedro Morini                                         | UCR                                                  | 5 de diciembre de 2017 - 11 de diciembre de 2019     |
| Ministerio de Salud                                       |                                                      | Miguel González                                      | PS                                                   | 11 de diciembre de 2015 - 5 de diciembre de 2017     |
| Ministerio de Salud                                       |                                                      | Andrea Uboldi                                        | PS                                                   | 5 de diciembre de 2017 - 11 de diciembre de 2019     |
| Ministerio de Producción                                  |                                                      | Luis Contigiani                                      | PS                                                   | 11 de diciembre de 2015 - 5 de diciembre de 2017     |
| Ministerio de Producción                                  |                                                      | Alicia Ciciliani                                     | PS                                                   | 5 de diciembre de 2017 - 11 de diciembre de 2019     |
| Ministerio de Desarrollo Social                           |                                                      | Jorge Mario Álvarez                                  | UCR                                                  | 11 de diciembre de 2015 - 11 de diciembre de 2019    |
| Ministerio de Trabajo y Seguridad Social                  |                                                      | Julio César Genesini                                 | UCR                                                  | 11 de diciembre de 2015 - 11 de diciembre de 2019    |
| Ministerio de Innovación y Cultura                        |                                                      | María de los Ángeles González                        | Ind.                                                 | 11 de diciembre de 2015 - 11 de diciembre de 2019    |
| Ministerio de Ciencia, Tecnología e Innovación Productiva |                                                      | Eduardo Matozo                                       | UCR                                                  | 11 de diciembre de 2015 - 5 de diciembre de 2017     |
| Ministerio de Ciencia, Tecnología e Innovación Productiva |                                                      | Erica Hynes                                          | PS                                                   | 5 de diciembre de 2017 - 11 de diciembre de 2019     |
| Ministerio de Medio Ambiente                              |                                                      | Jacinto Speranza                                     | UCR                                                  | 11 de diciembre de 2015 - 11 de diciembre de 2019    |

## Premios
Lifschitz recibió las siguientes distinciones:
- Premio Américas por «promover la igualdad entre los géneros y la autonomía de la mujer» (CIFAL, 2008).[21]
- Mejor Gestión Participativa y Solidaria (PS, 2006).[22]

## Fallecimiento
El exgobernador falleció el domingo 9 de mayo de 2021, a raíz de su cuadro crítico por COVID-19. Había sido diagnosticado el virus el domingo 11 de abril; y desde el 1 de mayo estaba con asistencia mecánica respiratoria.